# Plenjer
Plenjer je bil nekakšna košara, ki je služila prodajalkam (jajčaricam, mlekaricam...), da so lahko prenašale večje količine kmečkih pridelkov. Vanj so lahko dale okoli 300 jajc ali tri vrče mleka (20 - 25 litrov). Nosile so ga na glavah, da pa bi omilile njegovo težo, so dale pod njega svitek. Najbolj spretne so znale hoditi, ne da bi ga držale.